# Tỉnh của Sri Lanka
Tại Sri Lanka, các tỉnh (tiếng Sinhala: පළාත, tiếng Tamil: மாகாணம்), là dạng phân chia hành chính cấp cao nhất tại quốc gia này. Các tỉnh được thành lập đầu tiên dưới thời Thực dân Anh cai trị Tích Lan năm 1833. Vào thế kỷ sau đó, hầu hết các chức năng hành chính đã được chuyển giao cho các quận (huyện), là cấp độ phân chia hành chính thứ hai. Vào giữa thế kỷ 20, các tỉnh chỉ còn đơn thuần mang tính nghi lễ. Tu chính án 13 Hiến pháp năm 1978 của Sri Lanka đã thành lập Hội đồng tỉnh. Hiện nay Sri Lanka được phân chia thành chín tỉnh.

## Danh sách các tỉnh
Tất cả các số liệu dân số từ cuộc điều tra dân số gần đây nhất của Sri Lanka, vào năm 2001. Các tỉnh phía Bắc và Đông không hoàn toàn được thống kê trong cuộc điều tra này vì lý do chiến sự. Vì vậy, các số liệu thống kê dân số cho những địa phương này là ước tính. Đây được đánh dấu bằng một biểu tượng *.

Bản đồ các tỉnh của Sri Lanka

| Tên          | Vị trí trên bản đồ                              | Tỉnh lỵ      | Thời gian thành lập      | Diện tích đất                     | Diện tích mặt nước              | Tổng diện tích                    | Dân số     | Mật độ dân cư           |
| ------------ | ----------------------------------------------- | ------------ | ------------------------ | --------------------------------- | ------------------------------- | --------------------------------- | ---------- | ----------------------- |
| Trung Bộ     | Area map of Central Province of Sri Lanka       | Kandy        | ngày 1 tháng 10 năm 1833 | 5.575 km2 (2.153 dặm vuông Anh)   | 99 km2 (38 dặm vuông Anh)       | 5.674 km2 (2.191 dặm vuông Anh)   | 2,423,966  | 435/km2 (1.127/sq mi)   |
| Đông Bộ      | Area map of Eastern Province of Sri Lanka       | Trincomalee  | ngày 1 tháng 10 năm 1833 | 9.361 km2 (3.614 dặm vuông Anh)   | 635 km2 (245 dặm vuông Anh)     | 9.996 km2 (3.859 dặm vuông Anh)   | 1,419,602* | 152/km2 (394/sq mi)     |
| Bắc Trung Bộ | Area map of North Central Province of Sri Lanka | Anuradhapura | 1873                     | 9.741 km2 (3.761 dặm vuông Anh)   | 731 km2 (282 dặm vuông Anh)     | 10.472 km2 (4.043 dặm vuông Anh)  | 1,104,677  | 105/km2 (272/sq mi)     |
| Bắc Bộ       | Area map of Northern Province of Sri Lanka      | Jaffna       | ngày 1 tháng 10 năm 1833 | 8.290 km2 (3.200 dặm vuông Anh)   | 594 km2 (229 dặm vuông Anh)     | 8.884 km2 (3.430 dặm vuông Anh)   | 1,040,963* | 117/km2 (303/sq mi)     |
| Tây Bắc Bộ   | Area map of North Western Province of Sri Lanka | Kurunegala   | 1845                     | 7.506 km2 (2.898 dặm vuông Anh)   | 382 km2 (147 dặm vuông Anh)     | 7.888 km2 (3.046 dặm vuông Anh)   | 2,169,892  | 275/km2 (712/sq mi)     |
| Sabaragamuwa | Area map of Sabaragamuwa, Sri Lanka             | Ratnapura    | 1889                     | 4.921 km2 (1.900 dặm vuông Anh)   | 47 km2 (18 dặm vuông Anh)       | 4.948 km2 (1.910 dặm vuông Anh)   | 1,801,331  | 364/km2 (943/sq mi)     |
| Nam Bộ       | Area map of Southern Province of Sri Lanka      | Galle        | ngày 1 tháng 10 năm 1833 | 5.383 km2 (2.078 dặm vuông Anh)   | 161 km2 (62 dặm vuông Anh)      | 5.544 km2 (2.141 dặm vuông Anh)   | 2,278,271  | 411/km2 (1.064/sq mi)   |
| Uva          | Area map of Uva, Sri Lanka                      | Badulla      | 1886                     | 8.335 km2 (3.218 dặm vuông Anh)   | 165 km2 (64 dặm vuông Anh)      | 8.500 km2 (3.300 dặm vuông Anh)   | 1,177,358  | 139/km2 (360/sq mi)     |
| Tây Bộ       | Area map of Western Province of Sri Lanka       | Colombo      | ngày 1 tháng 10 năm 1833 | 3.593 km2 (1.387 dặm vuông Anh)   | 91 km2 (35 dặm vuông Anh)       | 3.684 km2 (1.422 dặm vuông Anh)   | 5,381,197  | 1.461/km2 (3.784/sq mi) |
| Tổng         |                                                 |              |                          | 62.705 km2 (24.211 dặm vuông Anh) | 2.806 km2 (1.083 dặm vuông Anh) | 65.511 km2 (25.294 dặm vuông Anh) | 19,837,934 | 316/km2 (818/sq mi)     |